# Paul Balta
Pour les articles homonymes, voir Balta.
Paul Balta est un écrivain et journaliste français né le 24 mars 1929 à Alexandrie et mort le 27 janvier 2019 à Paris,.

## Biographie
Paul Balta naît le 24 mars 1929 à Alexandrie, en Égypte. Il fait ses études primaires et secondaires au Collège Saint Marc à Alexandrie. Après une classe préparatoire au lycée Louis-le-Grand, il décide de devenir journaliste. Il est notamment, de 1970 à 1985, le « spécialiste du Proche-Orient et du Maghreb » du Monde. De 1987 à 1994, il dirige le Centre d'études de l'Orient contemporain de l'université Sorbonne-Nouvelle-Paris-3.

## Œuvres
- « Mystérieux Hyksos », Diagrammes, no 86,‎ avril 1964
- La Politique arabe de la France : de de Gaulle à Pompidou  (avec Claudine Rulleau), Paris, Sindbad, coll. « La Bibliothèque arabe : l'actuel », 1973, 279 p. (BNF 35303790)
- L'Iran insurgé : 1789 en Islam ? : un tournant du monde  (avec Claudine Rulleau), Paris, Sindbad, coll. « Les grands documents de Sindbad » (no 1), 1979, 310 p. (ISBN 2-7274-0042-X, BNF 34625711, lire en ligne)
- L'Algérie des Algériens : vingt ans après  (avec Mireille Duteil et Claudine Rulleau), Paris, Éditions ouvrières, coll. « Enjeux internationaux », 1981, 288 p. (ISBN 2-7082-2231-7, BNF 34666850)
- Jamil Hamoudi : précurseur, Paris, Association pour la défense et l'illustration des arts d'Afrique et d'Océanie, 1986, 115 p. (ISBN 2-906267-00-7, BNF 34870369)
- Iran-Irak : une guerre de 5000 ans, Paris, Anthropos, coll. « Guerre et Paix », 1987, 315 + 10+ 6 (ISBN 2-7157-1140-9, BNF 34905762)[5]
- Le Conflit Iran-Irak : 1979-1989  (Dir.), Paris, La Documentation française, coll. « Notes et études documentaires » (no 4889), 1989, 144 p. (BNF 36637834)
- L'Avenir du Liban dans le contexte régional et international  (dir. avec Georges Corm), Paris, Études et documentation internationales-Éditions ouvrières, 1990, 310 p. (ISBN 2-7082-2859-5, BNF 35090261)
- Le Grand Maghreb : des indépendances à l'an 2000  (avec Claudine Rulleau), Paris, La Découverte, coll. « Cahiers libres », 1990, 326 p. (ISBN 2-7071-1927-X, BNF 35072901, lire en ligne)[6]
- Islam, civilisation et sociétés  (préf. Francis Lamand, Dir.), Monaco, Le Rocher, 1991 (réimpr. 2001), 296 p. (ISBN 2-268-01078-3, BNF 36660700)
- La Méditerranée réinventée : réalités et espoirs de la coopération  (préf. Giovanna Tanzarella, Dir.), Paris, La Découverte-fondation René-Seydoux, coll. « Cahiers libres : essais », 1992, 390 p. (ISBN 2-7071-2127-4, BNF 36657116)
- L'Islam, Alleur-Paris, Marabout-Le Monde, coll. « Le Monde poche : synthèse », 1995, 220 p. (ISBN 2-501-02160-6, BNF 36686047)
- L'Algérie  (avec Claudine Rulleau), Toulouse, Milan, coll. « Les Essentiels Milan » (no 162), 2000, 63 p. (ISBN 2-7459-0010-2, BNF 37103357)Ouvrage destiné à la jeunesse.
- L'Islam, Paris, Le Cavalier bleu, coll. « Idées reçues : histoire et civilisations » (no 21), 2001 (réimpr. 2005, 2009), 127 p. (ISBN 2-84670-021-4, BNF 37653785)
- Méditerranée : défis et enjeux, Paris-Montréal, L'Harmattan, coll. « Les Cahiers de confluences », 2001, 212 p. (ISBN 2-7384-9592-3, BNF 37734130, lire en ligne)
- La Méditerranée des juifs : exodes et enracinements  (Dir. avec Catherine Dana et Régine Dhoquois-Cohen), Paris, L'Harmattan, coll. « Les Cahiers de confluences », 2003, 153 p. (ISBN 2-7475-5375-2, BNF 39097868)
- Boire et manger en Méditerranée  (ill. Fabien Seignobos), Arles, Sindbad-Actes Sud, coll. « L'Orient gourmand », 2004, 142 p. (ISBN 2-7427-5258-7, BNF 39293796)
- La Méditerranée : berceau de l'avenir  (avec Claudine Rulleau), Toulouse, Milan, coll. « Les Essentiels Milan » (no 275), 2006, 63 p. (ISBN 978-2-7459-2290-8, BNF 40989271)Ouvrage destiné à la jeunesse.
- Islam et Islamisme : gare aux amalgames  (avec Claudine Rulleau), Toulouse, Milan, 2006, 188 p. (ISBN 978-2-7459-3208-2, BNF 41385067)
- Islam et Coran : idées reçues sur l'histoire, les textes et les pratiques d'un milliard et demi de musulmans  (avec Michel Cuypers et Geneviève Gobillot), Paris, Le Cavalier bleu, coll. « Idées reçues », 2011, 268 p. (ISBN 978-2-84670-321-5, BNF 42391496)